# La calle de la vergüenza
La calle de la vergüenza (en japonés, 赤線地帯, Akasen chitai) es una película dramática de 1956 dirigida por Kenji Mizoguchi, con guion de Masashige Narusawa y protagonizada por Machiko Kyô, Aiko Mimasu, Ayako Wakao y Michiyo Kogure.
Es una adaptación de la novela de Yoshiko Shibaki, y se centra en un grupo de prostitutas que trabajan en un burdel llamado Dreamland, en el distrito de Yoshiwara en Tokio, durante un momento en que el parlamento japonés está debatiendo una ley que puede prohibir la prostitución.

## Reparto
| Actor            | Personaje                                               |
| ---------------- | ------------------------------------------------------- |
| Machiko Kyō      | Miki                                                    |
| Ayako Wakao      | Yasumi                                                  |
| Aiko Mimasu      | Yumeko                                                  |
| Michiyo Kogure   | Hanae                                                   |
| Kumeko Urabe     | Otane                                                   |
| Yasuko Kawakami  | Shizuko                                                 |
| Hiroko Machida   | Yorie                                                   |
| Eitarō Shindō    | Kurazō Taya                                             |
| Sadako Sawamura  | Tatsuko Taya                                            |
| Toranosuke Ogawa | Padre de Mickey                                         |
| Bontarō Miyake   | Nightwatch                                              |
| Daisuke Katō     | Presidente de la Asociación de propietarios de Burdeles |
| Kenji Sahara     |                                                         |

## Reconocimientos
| Año  | Festival                    | Categoría                          | Nominación      | Resultado | Notas                                          |
| ---- | --------------------------- | ---------------------------------- | --------------- | --------- | ---------------------------------------------- |
| 1957 | Premios de cine de Mainichi | Mejor actriz de reparto            | Sadako Sawamura | Ganadora  | Compartido con Taiyô to bara y Tsuma no kokoro |
| 1956 | Festival de Cine de Venecia | León de Oro                        | Kenji Mizoguchi | Nominado  |                                                |
| 1956 | Festival de Cine de Venecia | Mención especial por su relevancia | Kenji Mizoguchi | Ganador   |                                                |